# پاماتولول
پاماتولول (انگلیسی: Pamatolol) یک آنتاگونیست گیرنده بتا آدرنرژیک است.